# Гарт (система)
Інтегрована інформаційно-телекомунікаційна система «Гарт-1» — інтегрована міжвідомча автоматизована система обміну інформацією щодо контролю осіб, транспортних засобів та вантажів, які перетинають державний кордон України та обслуговується Державною прикордонною службою України та є складовою частиною інтегрованої системи Аркан

## Елементи системи
Комплекс прикордонного контролю «Гарт-1/П» розроблений ВАТ «Банкомзв'язок» у 1994 році
та включає в себе декілька підсистем 

### Програмно-технічні комплекси автоматизації прикордонного контролю
ПТК АПК «Гарт-1/РУ»- розташовуються у службових приміщеннях територіальних органів спеціально уповноваженого центрального органу виконавчої влади у справах охорони державного кордону — регіональних управлінь;
ПТК АПК «Гарт-1/ООДК» — розташовуються у службових приміщеннях управлінь органів охорони державного кордону;
ПТК АПК «Гарт-1/П» — розташовуються у службових приміщеннях (кабінах, павільйонах паспортного контролю) підрозділів органів охорони державного кордону в усіх пунктах пропуску, де здійснюються пасажирські перевезення та пропуск осіб через державний кордон

### Автоматизоване робоче місце
Автоматизоване робоче місце «Старший зміни» складається з персонального комп'ютера та обладнання для поглибленого аналізу документів
Автоматизоване робоче місце «Інспектор-С» — стаціонарний комплекс для перевірки достовірності документів та контролю осіб згідно з контрольним списком	
Автоматизоване робоче місце «Інспектор-П» — рухомий комплекс
Автоматизоване робоче місце «Інспектор-К» — мобільний комплекс
Автоматизоване робоче місце «Оформлення електронної картки»
Автоматизоване робоче місце «Старший зміни»
Автоматизоване робоче місце «Оператор комплексу спеціальних технічних засобів»-обладнане технічними засобами та програмним забезпеченням для управління підсистемою відеоспостереження «Гарт-1/ВС»
Автоматизоване робоче місце «Адміністратор»

### "Гарт-1/НЗ"
підсистема забезпечує автоматичне зчитування державних знаків автомобілів та перевірку згідно з контрольними списками з можливістю подачі сигналу на «Гарт-1/П», програмне забезпечення «Сирена»

### "Гарт-1/ВС"
підсистема забезпечує відеоконтроль у зоні паспортного контролю

### Патрулювання
підсистема забезпечує паспортний контроль прикордонними патрулями, застосовується програмне забезпечення «Патруль»

### Підсистема передачі даних «Гарт-1/СПД»
складається з двох серверів забезпечуючи резервне копіювання та лінії зв'язку з комплексами «Гарт-1/П», застосовується програмне забезпечення «bkc-Кордон»

### "Гарт-1/ЕНІ"
підсистема обробки інформації «Гарт-1/ЕНІ», яка складається з пристроїв (турнікетів), що контролюють рух осіб, електронних носіїв інформації (далі - електронні картки), пристроїв для зчитування інформації, спеціального програмного забезпечення та призначена для автоматизованої обробки інформації про паспортні документи осіб, які перетинають державний кордон України

### "Гарт-1/ЦСД"
"Гарт-1/ЦСД"-центральне сховище даних

### "Гарт-1/ЦСПД"
"Гарт-1/ЦСПД"- центральний сервер передачі даних

### Інформаційно-телекомунікаційна система надводної охорони ГАРТ-12
комплекс щодо збору та забезпечення інформації про цілі на морі

### Інформаційно-телекомунікаційна система авіазабезпечення «Гарт-16»
один з елементів системи забезпечує штурманське забезпечення реєстрації польотів з автоматичною реєстрацією порушників Державного кордону 

## Розвиток системи
1994 р. встановлення системи у міжнародному аеропорту Бориспіль (ОКПП "Київ")
1997 р. початок серійного запровадження системи на інших контрольно-пропускних пунктах
2001 р. система встановлена на 22 ОКПП з 192. 
2003 р. 50% підсистем введено в дію 
2007 р. діє 97 комплексів 
Згідно з наказом від 25.06.2007  № 472 «Про затвердження Положення про базу даних "Відомості про осіб, які перетнули державний кордон України"» п. 3 система «Гарт-1» має бути встановлена на усіх ОППК України
2008 p. Про затвердження Положення про інформаційно-телекомунікаційну систему прикордонного контролю "Гарт-1" Державної прикордонної служби України. 30.09.2008 http://zakon.rada.gov.ua/cgi-bin/laws/main.cgi?nreg=z1086-08 [Архівовано 19 січня 2022 у Wayback Machine.]
2010 p. Оформлення  електронних  карток. Про затвердження Змін до Положення  про інформаційно-телекомунікаційну систему  прикордонного контролю "Гарт-1" Державної прикордонної служби України. 05.10.2010 http://zakon1.rada.gov.ua/cgi-bin/laws/main.cgi?nreg=z0959-10